# Alfons Dobler
Alfons Dobler (* 9. Oktober 1947; † 1. Oktober 2008) war ein österreichischer Fußballtrainer.

## Sportlicher Werdegang
Als Trainer machte Dobler 1991 erstmals überregional auf sich aufmerksam, als er 1991 mit dem SCR Altach in die zweithöchste Spielklasse, die 2. Division, aufstieg. Nachdem sich die Mannschaft dort am Tabellenende wiederfand, wurde er jedoch alsbald entlassen.
1997 übernahm Dobler den FC Vaduz, den seinerzeitigen Drittligisten im Schweizer Spielsystem betreute er bis 1999. Anschließend kehrte er zum SCR Altach zurück, der in der Regionalliga West hinter der WSG Wattens den Wiederaufstieg in die zweite Liga verpasst hatte. Auch unter seiner Leitung wurde die Mannschaft zweimal Vizemeister hinter dem FC Lustenau 07, daraufhin verließ er im Sommer 2001 den Klub erneut und wurde durch Ewald Schmid ersetzt.
Später betreute Dobler rund um das Jahr 2005 den Amateurverein USV Eschen-Mauren. Zudem trainierte er den SV Satteins sowie die Liechtensteiner U-19-Auswahlmannschaft.
Anlässlich des 80-jährigen Bestehens des SCR Altach wurde Dobler 2009 zum Trainer der „80-Jahre-Elf“ ernannt.